# Calaveras megye
Calaveras megye az Amerikai Egyesült Államokban, azon belül Kalifornia államban található. Megyeszékhelye San Andreas. Lakosainak száma 45 292 fő (2020. április 1.). Calaveras megye Amador, Stanislaus, San Joaquin, Tuolumne és Alpine megyékkel határos.

## Népesség
A megye népességének változása:
| Lakosok száma | 45 472 | 45 118 | 44 731 | 44 515 | 44 828 | 45 905 | 45 292 |
|               | 2010   | 2011   | 2012   | 2013   | 2015   | 2019   | 2020   |